# Pull up (Dyna, Frenna & Ronnie Flex)
Pull up is een lied van de Surinaams-Nederlandse dj Dyna en de Nederlandse rappers Frenna en Ronnie Flex. Het werd in 2018 als single uitgebracht.

## Achtergrond
Pull up is geschreven door Ronell Plasschaert, Francis Junior Edusei, Placido Diego Elson en Delaney Alberto en geproduceerd door Diquenza en Dovgh. Het is een nummer uit de genres nederhop. In het lied beschrijven de artiesten al rappend een mooie dame die zij vergelijken met Jennifer Lopez. In het lied wordt een referentie gemaakt naar het lied Nice & slow van Usher uit 1998. Op de B-kant van de single staat een instrumentale versie van het lied. De single heeft in Nederland de platina status.
Het was de eerste keer dat de drie artiesten samen op een nummer te horen zijn. Ronnie Flex en Frenna hadden wel al eerder meerdere keren met elkaar samengewerkt. Dit deden ze onder andere op Laten gaan en Energie. Na Pull up waren ze ook nog samen te horen op Venus.

## Hitnoteringen
De artiesten hadden succes met het lied in de hitlijsten van Nederland. Het piekte op de derde plaats van de Nederlandse Single Top 100 en stond zeventien weken in deze hitlijst. In de Nederlandse Top 40 stond het zes weken genoteerd, waarin de piekpositie de 27e plek was. 